# Dennis Alexio
Dennis Alexio (* 12. März 1959 in Vacaville, Kalifornien, geb. als Dennis Raymond Dick) ist ein US-amerikanischer Schauspieler und ehemaliger professioneller Boxer bzw. Kickboxer.

## Biografie
Dennis Alexio, Spitzname „Der Terminator“, wird betrachtet als einer der, wenn nicht sogar als der größte Schwergewicht-Kickboxer-Weltmeister der bisherigen Sportgeschichte. Alexio war auch professioneller Boxer und gewann 7 von 8 Kämpfen, davon 5 durch K. o.
Er entwickelte eine sehr enge Freundschaft mit dem Schauspieler Jean-Claude Van Damme; die beiden traten zusammen als die Brüder Eric und Kurt Sloane im Film Karate Tiger 3 – Der Kickboxer (1989) auf.
Obwohl Alexio bereits in einigen Filmen aufgetreten war, hat er sich hauptsächlich auf seine professionelle Kickboxer-Karriere konzentriert und zahlreiche Titel bei Weltmeisterschaften der IKF, KICK, WKA, ISKA sowie FFKA gewonnen. Zeitweise war er der unangefochtene Kickbox-Weltmeister all dieser Verbände.
Alexio gewann am 31. Mai 1987 auf Hawaii den IKF-Weltmeisterschaftstitel, als er nach der 5. Runde den Engländer Barrington Patterson durch technischen K. o. besiegte. Seinen Titel konnte er erstmals erfolgreich im Mai des darauf folgenden Jahres in Sacramento verteidigen, als er den Franzosen Achille Roger ebenfalls durch technischen K. o. in der 5. Runde besiegte.
In jüngerer Zeit hat sich Dennis Alexio aus dem Kampfsport zurückgezogen. So wurde sein Weltmeisterschaftstitel durch die IKF am 24. November 2003 zurückgezogen, nachdem Alexio sich auf Anfrage der Organisation im Juni desselben Jahres über seine zukünftige sportliche Laufbahn nicht mehr zurückgemeldet hatte.

## Gefängnisstrafe
Alexio wurde wegen zweier Fälle von Bankbetrug angeklagt, zusätzlich zur Nichtzahlung des Kindergeldes am 1. Juli 2003. Am 20. Dezember 2005 ordnete ein Bundesrichter an, dass er festgenommen und nach Kalifornien zurückgebracht werden soll.
Am 12. Juni 2007 wurde Alexio in seinem Haus verhaftet für das Versäumnis, vor einer Grand Jury des Bundes und wegen eines in San Francisco ausgestellten Bundesbefehls wegen Bankbetrugs als Zeuge aufzutreten. Ein Bundesrichter in West Virginia hatte am 20. April einen Haftbefehl gegen ihn erlassen, als er nicht wie vorgeladen erschien, um in einem Betrugsfall auszusagen.
Dennis Alexio wurde am 21. November 2013 von Bundesagenten in einem Café in Aiea festgenommen, seine Frau Anitalei wurde später in ihrem Haus festgenommen. Das Ehepaar wurde wegen voraussichtlichem Betrug vom Dezember 2008 bis August 2013 wegen 36 Anklagepunkten und Einreichung falscher Steueransprüche, Überweisungsbetrug und Geldwäsche angeklagt. Die Bundesregierung beschuldigte ihn außerdem, falsche Dokumente geschickt zu haben, um Goldbarren und Münzen im Wert von Hunderttausenden US-Dollar zu erhalten. Beide bekannten sich nicht schuldig und sollten im Januar 2014 vor Gericht stehen. Am 22. Januar 2016 wurde Alexio in 28 Fällen für schuldig befunden, darunter Steuerbetrug, Diebstahl und Geldwäsche. Am 27. April 2017 wurde Alexio zu 15 Jahren Gefängnis verurteilt. Er sitzt seine Strafe in einem Bundesgefängnis in Texas ab.

## Filmografie
- 1988: Hawaii Connection (Picasso Trigger)
- 1989: Karate Tiger 3 – Der Kickboxer (Kickboxer)